# Franciscains martyrs de Marrakech
 (avril 2025).
Si vous disposez d'ouvrages ou d'articles de référence ou si vous connaissez des sites web de qualité traitant du thème abordé ici, merci de compléter l'article en donnant les références utiles à sa vérifiabilité et en les liant à la section « Notes et références ».
Les franciscains martyrs de Marrakech forment un groupe de cinq religieux de l'ordre des Frères mineurs qui furent martyrs au Maroc, que François d'Assise avait envoyés au commencement du XIIIe siècle, pour prêcher l'Évangile aux Maures.

## Historique
Ils étaient au nombre de six initialement : Vital, supérieur de la mission ; Bérard de Calvi dell'Umbria, qui savait l'arabe ; Othon, tous les trois prêtres ; Pierre de Saint-Géminien, diacre, ainsi qu'Adjute et Accurce, frères lais.
Vital ayant été arrêté par la maladie dans le royaume d'Aragon, Bérard fut choisi comme nouveau chef de la mission. Ils entrèrent en habit séculier en Andalousie, et se présentèrent dans la mosquée de Séville, où ils prêchèrent l'Évangile. Ils allèrent ensuite trouver le roi de la part de Jésus-Christ pour l'exhorter à renoncer au mahométisme. Ce prince les fit mettre en prison, et ayant appris que leur dessein était de passer en Afrique, il les fit conduire sur un vaisseau qui partait pour le Maroc en compagnie de l'infant du Portugal, Don Pedro.
Étant arrivés dans ce pays, ils allèrent trouver le roi à Marrakech et lui parlèrent également de Jésus-Christ. Ce prince les fit chasser de la ville et comme ils revinrent, il les fit mettre dans un cachot. Une fois sortis, ils continuèrent à prêcher, et on les arrêta derechef, on les fit fouetter cruellement, et enfin le roi leur fendit lui-même la tête à tous les cinq avec son cimeterre. Ils moururent le 16 janvier de l'an 1220, et furent les premiers martyrs de l'ordre des Franciscains.

## Vénération
Ils ont été canonisés par le pape Sixte IV, le 17 août 1481, leur fête étant fixée au 16 août. À cette occasion, Jean Tisserand composa leur office. Le prince du Portugal fait recueillir leurs dépouilles, et ils passent pour avoir fait de nombreux miracles, entre autres choses, la conversion d'Antoine de Lisbonne, devenu ensuite Antoine de Padoue.
L'église des Saints-Martyrs se trouve dans le quartier de Guéliz à Marrakech.